# Річецька сільська рада
Річе́цька сільська́ ра́да — орган місцевого самоврядування в Корецькому районі Рівненської області. Адміністративний центр — село Річки.

## Загальні відомості
- Річецька сільська рада утворена в 1978 році.
- Територія ради: 52,545 км²
- Населення ради: 1 547 осіб (станом на 2001 рік)

## Населені пункти
Сільській раді підпорядковані населені пункти:
- с. Річки
- с. Ганнівка
- с. Козак
- с. Копитів
- с. Річечина

## Склад ради
Рада складається з 16 депутатів та голови.
- Голова ради: Руска Тетяна Василівна
- Секретар ради: Куцмус Валентина Ананіївна

### Керівний склад попередніх скликань
| Прізвище, ім'я, по батькові | Основні відомості                                                                     | Дата обрання | Дата звільнення |
| --------------------------- | ------------------------------------------------------------------------------------- | ------------ | --------------- |
| Руска Тетяна Василівна      | Сільський голова, 1963 року народження, освіта вища, член Української Народної Партії | 26.03.2006   | 31.10.2010      |
| Руска Тетяна Василівна      | Сільський голова, 1963 року народження, освіта вища, позапартійна                     | 31.10.2010   |                 |

Примітка: таблиця складена за даними сайту Верховної Ради України